# Sobralia lancea
Sobralia lancea är en orkidéart som beskrevs av Leslie Andrew Garay. Sobralia lancea ingår i släktet Sobralia och familjen orkidéer. Inga underarter finns listade i Catalogue of Life.